# Transport de Philadelphie
 (mars 2023).
Si vous disposez d'ouvrages ou d'articles de référence ou si vous connaissez des sites web de qualité traitant du thème abordé ici, merci de compléter l'article en donnant les références utiles à sa vérifiabilité et en les liant à la section « Notes et références ».
La ville de Philadelphie est l'un des principaux hubs des États-Unis. Pour cette raison, de nombreuses entreprises de transport y ont basé leur activité, qui s'organise autour du troisième plus grand terminal du pays, situé au 1001 Filbert Street. L'entreprise Greyhound, qui officie sur l'ensemble du territoire américain, est très bien implantée dans la ville, et propose des bus au départ de la ville en direction des autres grandes villes américaines. Mais de nombreuses autres entreprises se sont basées dans la ville.

## Bieber Tourways

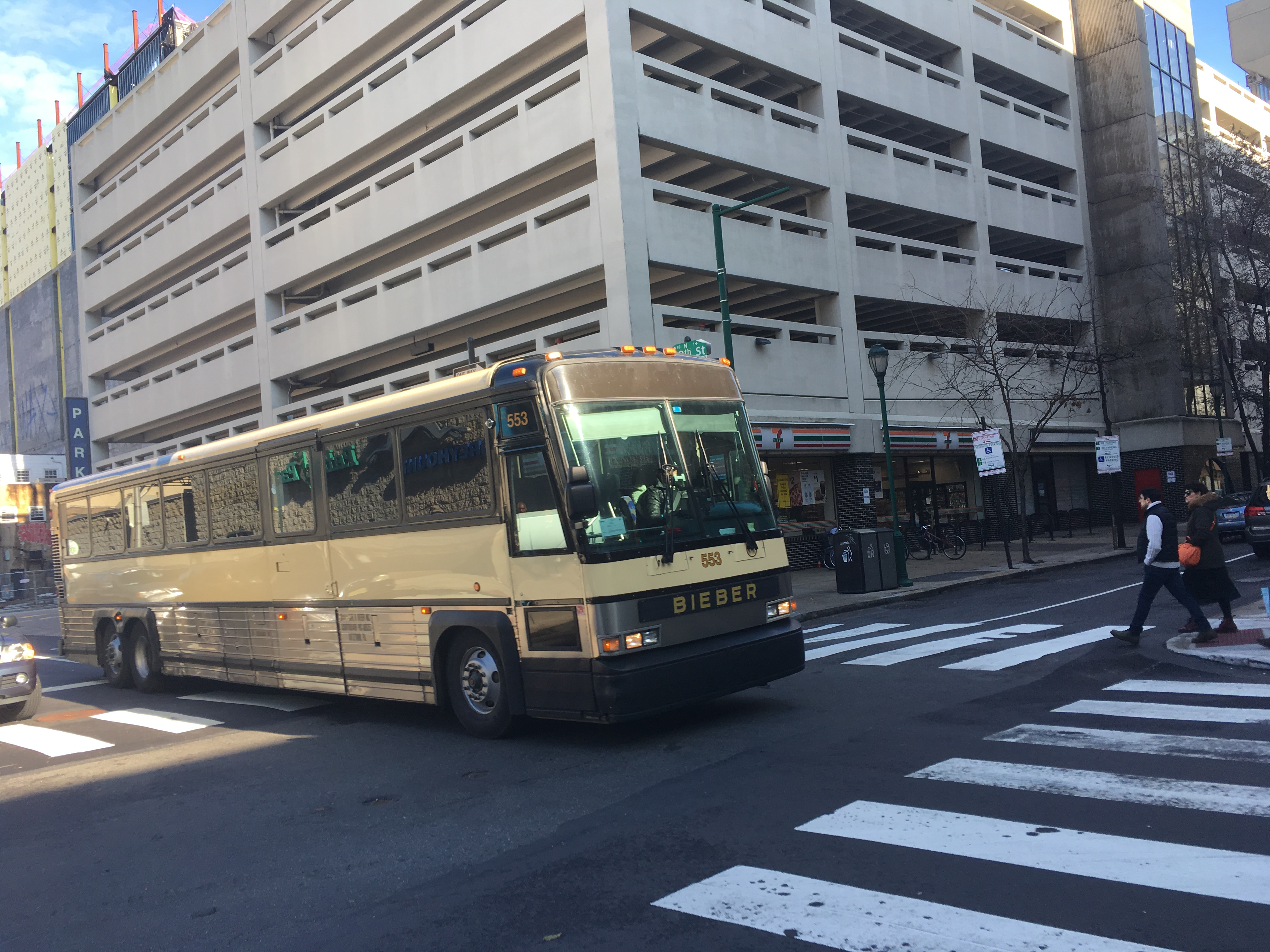
Un autocar Bieber à Philadelphie en 2018.

L'entreprise Bieber Tourways (en), qui a vu le jour en Pennsylvanie en 1946, était basée dans trois villes de l'état, Kutztown, Reading et Allentown. Bien que desservant essentiellement une zone comprise entre Atlantic City et New York d'est en ouest, et de Washington à Philadelphie du sud au nord, l'entreprise proposait également des destinations plus lointaines, en organisant des voyages à l'étranger et en Europe. Bieber a mis fin à son activité en février 2019.

## Susquehanna Trailways

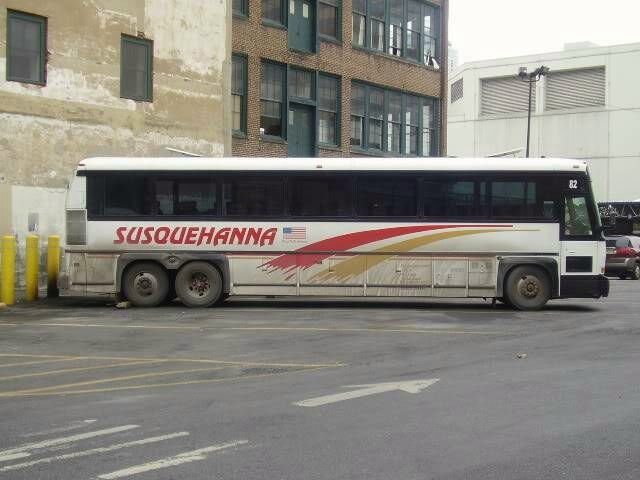
Un autocar de Susquehanna Trailways.

Susquehanna Trailways est une entreprise de transport en bus. Elle dessert une zone comprise entre Harrisburg, Philadelphie, New York, et Elmira dans l'État de New York. Basée à Avis en Pennsylvanie depuis plus de soixante ans, l'entreprise se vante de son statut familial depuis trois générations. Elle fait partie du Trailways Transportation System (en).